# 7414 Bosch
7414 Bosch este un asteroid din centura principală de asteroizi.

## Descriere
7414 Bosch este un asteroid din centura principală de asteroizi. A fost descoperit pe 13 octombrie 1990 la Tautenburg de Lutz Dieter Schmadel și Freimut Börngen. Asteroidul prezintă o orbită caracterizată de o semiaxă mare de 3,18 ua, o excentricitate de 0,22 și o înclinație de 0,7° în raport cu ecliptica.